# Johan Lorents Lundberg
Johan Lorents Lundberg, född 4 juni 1857 i Malmö, död 13 december 1905, var skeppsredare och medlem i Malmö stadsfullmäktige.
Han ägde ångaren Kolga (470,66 registerton), barkskeppen Stavanger (884 registerton) och Jolani (798 registerton). Jolani förvärvades av Lundberg 1897 från Vikenrederiet.
1896 köpte han tillsammans med ett konsortium landeriet Fridhem och lät stycka samt utlägga det i villatomter. Efter detta följde byggandet av Malmö saltsjöbad (vars styrelse han var med i och där han var majoritetsägare).
Lundberg var drivande för att få en spårvagnsbana från Malmö ut till Limhamn, men det blev aldrig av på grund av hans tidiga bortgång. Efter en storm julen 1902 bidrog han till återuppbyggandet av Ribbersborgs kallbadhus.
Har gett namn till Lundbergsgatan i Malmö (med kvarteren "Viola", "Hildegard", "Ebba", "Sigrid" och "Ingeborg" namngivna efter resten av familjen).